# Mladen Kutchev
Mladen Kutchev (em búlgaro:  Младен Кучев; 29 de janeiro de 1947, em Zgalevo, província de Pleven) é um ex-halterofilista da Bulgária.
Kutchev estabeleceu nove recordes mundiais, todos no desenvolvimento (ou prensa militar, movimento-padrão abolido em 1973), nas categorias até 60 kg e 67,5 kg. Seus recordes foram:
Na categoria até 60 kg
- 131,0 kg, Sófia, 1969
- 133,0 kg, Szombathely, 1970
- 135,0 kg, Sófia, 1970

Na categoria até 67,5 kg
- 146,5 kg, Paris, 1971
- 153,5 kg, Sofia, 1972
- 154,0 kg, Sófia, 1972
- 155,0 kg, Constança, 1972
- 155,5 kg, Sófia, 1972
- 157,5 kg, Munique, 30 de agosto de 1972 *

* Sendo o desenvolvimento militar abolido em 1973, a marca não pode mais ser superada por essa categoria de peso.